# アルテミラ
アルテミラ株式会社は、東京都文京区に本社を置く日本のアルミ缶製造販売会社である。アルテミラ・ホールディングスの子会社。

## 概要
飲料用アルミ缶の製造・販売を主力事業とし、栃木県、滋賀県、福岡県に製造拠点を有する。

## 沿革

### 設立から成長期
1969年、昭和アルミニウム株式会社と米国カイザー・アルミニウムとの合弁会社として「昭和アルミニウム缶株式会社」が設立された。1971年に飲料用アルミ缶の製造を開始し、同年、日本初のアルミ缶ビールに採用された。
2014年にはベトナムのHanacans JSCを子会社化し、同国での製造・販売を開始した。

### 経営統合
2021年6月、昭和電工株式会社（現レゾナック・ホールディングス）からカーブアウトされ、米国の投資ファンドアポロ・グローバル・マネジメントの傘下となった。2022年7月に「アルテミラ株式会社」に商号変更した。

## 事業所

### 本社・研究開発
- 本社（東京都文京区）
- 技術センター（栃木県小山市）
- 富士小山オフィス（静岡県駿東郡小山町）

### 製造拠点
- 小山工場（栃木県小山市）
- 彦根工場（滋賀県彦根市）
- 大牟田工場（福岡県大牟田市）

## 関連会社

### 親会社
- アルテミラ・ホールディングス株式会社

### グループ会社
- アルテミラ製缶株式会社
- 堺アルミ株式会社
- MAアルミニウム株式会社
- Hanacans Joint Stock Company（ベトナム）

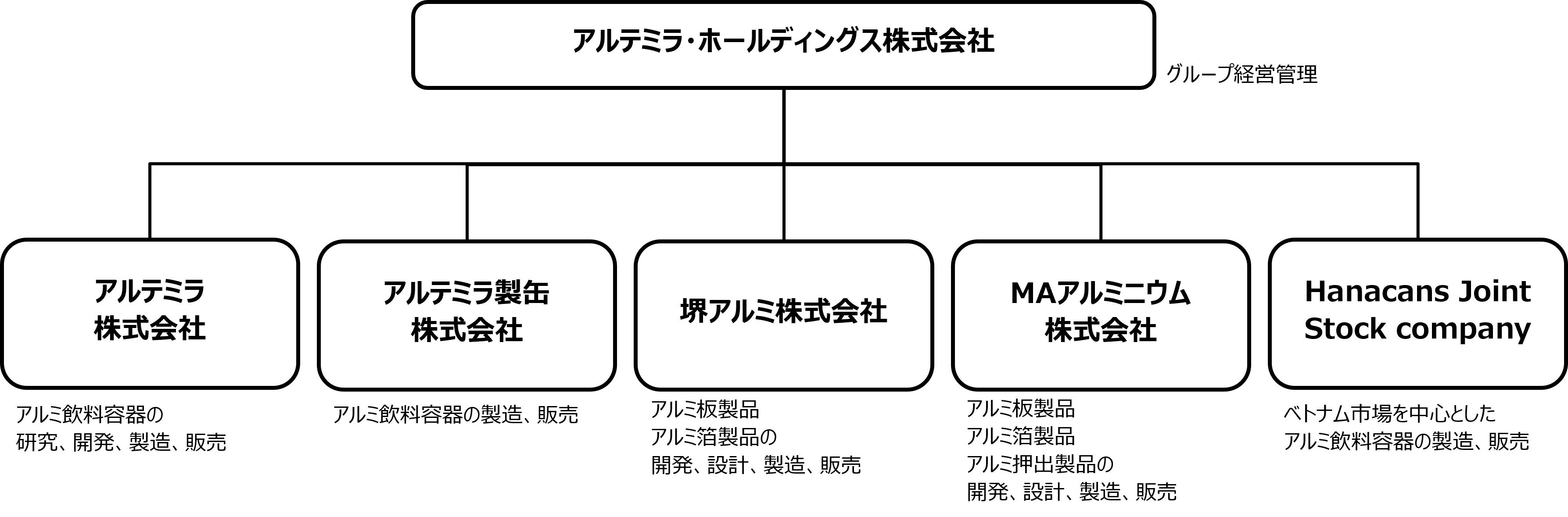
アルテミラグループの体制図